# Kollegiales Unterrichtscoaching
Kollegiales Unterrichtscoaching ist ein der kollegialen Hospitation verwandtes, jedoch deutlich darüber hinausgehendes Instrument der Personalentwicklung in Schulen zum Zwecke der Schulentwicklung. Das Grundkonzept besteht darin, dass eine Unterrichtssequenz von zwei Unterrichtenden gemeinsam geplant, durchgeführt und reflektiert wird.

## Ablauf
In einer Vorbesprechung planen die Unterrichtenden zu zweit eine Unterrichtssequenz, die sie anschließend gemeinsam verantwortet durchführen und reflektieren. Ziele sind die bestmögliche Ausrichtung des fachspezifischen Unterrichtshandelns auf das Lernen der Schüler und die Erweiterung der unterrichtsrelevanten Kompetenzen der Lehrpersonen.
Über Hospitation, aber auch ähnliche Konzepte wie das Peer Coaching von Showers und Joyce (1996) geht das kollegiale Unterrichtscoaching hinaus, indem sich der Coach auch an der Planung und Durchführung des Unterrichts aktiv beteiligt und dabei Mitverantwortung für das Lernen der Schüler übernimmt. Ebenfalls zentral ist die Fokussierung auf fachdidaktische Aspekte und die Orientierung an einem Repertoire sogenannter Kernperspektiven und Leitfragen von Unterricht, welche die Fokussierung des Gesprächs auf unterrichtsrelevante Themen unterstützen.

## Ziele
Ziel von kollegialem Unterrichtscoaching ist eine vertiefte Auseinandersetzung mit fachspezifischer Unterrichtsentwicklung und das gemeinsame Hinterfragen und Durchbrechen bisheriger Handlungsroutinen. Der Ansatz lehnt sich eng an das Fachspezifische Unterrichtscoaching von Staub (2004) an und empfiehlt sich vor allem für Kollegien, die bereits erste Erfahrungen mit unterrichtsbezogener Kooperation gemacht und ihre Klassenzimmer schon für Kollegen geöffnet haben. Während im fachspezifischen Unterrichtscoaching Lehrpersonen durch einen Expertencoach mit hoher fachdidaktischer Expertise unterstützt werden, erfolgt dies in einem kollegialen Unterrichtscoaching durch einen Kollegen. Die Lehrpersonen coachen sich in wechselnden Rollen gegenseitig. Sie werden angeregt, einen ko-konstruktiven und reflexiven Dialog über ihr Unterrichtshandeln aufzunehmen.

## Forschung
Eine explorative Studie zeigte, dass Lehrpersonen, die vorher kollegiale Hospitationen durchgeführt hatten, sich in kollegialen Unterrichtscoachings intensiver und länger über unterrichtsrelevante Themen unterhielten und dies als produktiver erlebten. Insbesondere zeigte sich, dass in den gecoachten Nachbesprechungen mehr über als kritisch eingeschätzte Situationen gesprochen wurde als in den vorhergehenden Hospitationen. Dies lässt sich durch die geteilte Verantwortung und damit die stärkere Selbstverpflichtung der visitierenden Lehrperson – hier des Coachs – erklären. Wer mitverantwortlich ist für das Geschehene, kann gegenüber einem*einer Kollegen*Kollegin leichter kritische Aspekte ansprechen.
In der Studie KUBeX (Kollegiales Unterrichtscoaching und Entwicklung experimenteller Kompetenz im Unterrichtspraktikum) wird untersucht, inwiefern sich Kollegiales Unterrichtscoaching auch als Ansatz zur Anregung praxissituierter Lehrerbildung eignet. Studierende für das Lehramt der Sekundarstufe werden in einer Intervention dazu angeregt, sich gemäß Kollegialem Unterrichtscoaching bei der Unterrichtsplanung zu unterstützen.